# Campionato europeo di Formula 2 1973
La stagione 1973 della Campionato europeo di Formula 2 fu disputata su 17 gare. Il campionato venne vinto dal pilota francese Jean-Pierre Jarier.

## La pre-stagione
Dopo che nel 1972 a dominare furono le Surtees, in molti erano pronti a scommettere ancora sulle monoposto del "figlio del vento" anche per il 1973. Big John aveva ingaggiato il tedesco Jochen Mass che si era fatto apprezzare soprattutto con la Ford Capri Gr.A nell'Euroturismo e poteva contare anche su Carlos Pace, Derek Bell e al campione in carica Hailwood. Inoltre fra le Surtees private c'era quella del team Hesketh con l'ambizioso James Hunt. Il team STP March, grande deluso del 1972 risponde presentando una novità che avrebbe cambiato la formula 2. Al posto del tradizionale motore Ford la casa di Bicester aveva optato per il nuovissimo motore 4 cilindri della BMW, che si dimostrerà sin dai primi test molto competitivo. Per quanto riguarda i piloti i prescelti erano Jean Pierre Jarier, il giovanissimo Hans Stuck Jr. e il campione del 1968 Jean Pierre Beltoise che avendo un solo risultato utile (e che risultato! vincitore a Montecarlo con la BRM) in formula 1 nei due anni precedenti al torneo in corsa poteva gareggiare per il titolo. Al team ufficiale bisognava come al solito associare una serie di privati che però avevano tutte le carte in regola per fare bene. I fratelli Brambilla avrebbero cominciato l'anno con la vecchia 712, ma avevano già ordinato la nuova 732-BMW, e anche il francese Coulon era in attesa della nuova March. La Lotus stava ancora ultimando la nuova Texaco Star 73, di cui tanto si era parlato durante l'anno precedente. Ma la cosa andava per le lunghe e probabilmente avrebbe debuttato solo a stagione in corso, con alla guida Emerson Fittipaldi e Ronnie Peterson. La Rondel di Ron Dennis aveva abbandonato la Brabham e con l'aiuto della MOTUL aveva progettato la sua F2 in casa, confermando Schencken e Pescarolo e ingaggiando il vice-campione Jaussaud, la sorpresa '72 Scheckter e il giovane Tom Pryce. Anche la Elf aveva abbandonato il vecchio fornitore di telai (la March) per costruirsi in casa la propria Formula 2, confermando il trio del 1972 Depailler, Jabouille e Cevert. La Brabham aveva presentato la sua nuova monoposto la Bt40 che godeva di linee molto aggressive e scendeva in campo a livello ufficiale con Wilson Fittipaldi. Fra le novità più attese l'inglese GRD che schierava la stella della F3 Roger Williamson e con il team Pierre Robert lo svedese Wisell. Rimanevano per chiudere la lista degli ufficiali la Chevron con Gethin e Birrell e la Pygmèè con Migault. Da non scordare poi tutta la serie di privati più o meno competitivi che si alterneranno durante la stagione, che prevede ben 17 gare.

### Calendario
| Gara | Nome                                                     | Circuito                  | Giri      | Lunghezza            | Data         | Note                                                                             |
| ---- | -------------------------------------------------------- | ------------------------- | --------- | -------------------- | ------------ | -------------------------------------------------------------------------------- |
| 1    | Radio Luxembourg F2 Trophy                               | Circuito di Mallory Park  | 50+50     | 100x2,17=217,.0 km   | 11 marzo     | Gara disputata su due manche da 50 giri ciascuna, con somma dei tempi.           |
| 2    | Deutschland Trophäe Jim Clark Gedächtnisrennen           | Hockenheimring            | 20+20     | 40x6,797=271,56 km   | 8 aprile     | Gara disputata su due manche da 20 giri ciascuna, con somma dei tempi.           |
| 3    | BARC 200 Jochen Rindt Memorial Trophy Esso Uniflo Trophy | Circuito di Thruxton      | 28+28+ 50 | 78x3,791=295,698 km  | 23 aprile    | Gara disputata con due batterie di semifinale da 28 giri, più finale da 50 giri. |
| 4    | Internationales ADAC-Eifelrennen                         | Nürburgring               | 10        | 10x22,835=228,35 km  | 29 aprile    |                                                                                  |
| 5    | Gran Premio di Pau                                       | Circuito di Pau           | 20+20+70  | 90x 2,76=248,40 km   | 5/6 maggio   | Gara disputata con due batterie di semifinale da 20 giri, più finale da 70 giri. |
| 6    | Swedish Gold Cup                                         | Kinnekulle Ring           | 48+48     | 96x2,07=202,86 km    | 19/20 maggio | Gara disputata su due manche da 48 giri ciascuna, con somma dei tempi.           |
| 7    | Gran Premio GB                                           | Circuito di Nivelles      | 28+28     | 56x3,724=208,544 km  | 10 giugno    | Gara disputata su due manche da 28 giri ciascuna, con somma dei tempi.           |
| 8    | Rhein-Pokalrennen                                        | Hockenheimring            | 20+20     | 40x6,797=271,56 km   | 17 giugno    | Gara disputata su due manche da 40 giri ciascuna, con somma dei tempi.           |
| 9    | Gran Premio di Rouen                                     | Circuito di Rouen         | 20+20+30  | 50x 5,543=277,150 km | 24 giugno    | Gara disputata con due batterie di semifinale da 20 giri, più finale da 30 giri. |
| 10   | Gran Premio della Lotteria                               | Autodromo Nazionale Monza | 20+20     | 40x5,75=230,0 km     | 29 giugno    | Gara disputata su due manche da 20 giri ciascuna, con somma dei tempi.           |
| 11   | Gran Premio di Mantorp                                   | Mantorp Park              | 36+36     | 72x4,092=294,624 km  | 28/29 luglio | Gara disputata su due manche da 36 giri ciascuna, con somma dei tempi.           |
| 12   | Kanonloppet                                              | Karlskoga Motorstadion    | 36+36+48  | 84x3,0=252,0 km      | 12 agosto    | Gara disputata con due batterie di semifinale da 36 giri, più finale da 48 giri. |
| 13   | Gran Premio del Mediterraneo                             | Autodromo di Pergusa      | 30+30     | 60x4,797=287,82 km   | 26 agosto    | Gara disputata su due manche da 30 giri ciascuna, con somma dei tempi.           |
| 14   | Festspielpreis                                           | Salzburgring              | 50        | 50x4,238=211,90 km   | 2 settembre  |                                                                                  |
| 15   | Norisring-Trophäe                                        | Norisring                 | 60+60     | 120x2,3=276,0 km     | 9 settembre  | Gara disputata su due manche da 60 giri ciascuna, con somma dei tempi.           |
| 16   | Gran Premio d'Albi                                       | Circuito di Albi          | 56        | 56x3,636=203,616 km  | 19 settembre |                                                                                  |
| 17   | Gran Premio di Roma                                      | Autodromo Vallelunga      | 35+35     | 70x3,2=224,0 km      | 14 ottobre   | Gara disputata su due manche da 35 giri ciascuna, con somma dei tempi.           |

- Con sfondo scuro sono indicate le gare base; con fondo chiaro quelle complementari.

## Piloti e costruttori
Elenco parziale dei protagonisti dell'Europeo di Formula 2 nella stagione 1973. I numeri di gara, non essendo fissi sono puramente indicativi.
| Team                              | Costruttore | Telai   | Motore                   | Gomme | No | Piloti                |
| --------------------------------- | ----------- | ------- | ------------------------ | ----- | -- | --------------------- |
| STP March Engineering             | March       | 732     | BMW M12                  | G     | 1  | Jean-Pierre Beltoise  |
| STP March Engineering             | March       | 732     | BMW M12                  | G     | 2  | Jean-Pierre Jarier    |
| STP March Engineering             | March       | 732     | BMW M12                  | G     | 3  | Hans-Joachim Stuck    |
| Beta Racing Team                  | March       | 712-723 | BMW M12                  | G     | 4  | Vittorio Brambilla    |
| Beta Racing Team                  | March       | 712-723 | BMW M12                  | G     | 5  | Ernesto Brambilla     |
| Texaco Star Racing                | Lotus       | 74      | Novamotor                | G     | 6  | Emerson Fittipaldi    |
| Texaco Star Racing                | Lotus       | 74      | Novamotor                | G     | 7  | Ronnie Peterson       |
| Motor Racing Developments Brabham | Brabham     | BT40    | Ford - Cosworth BDA Wood | G     | 8  | John Watson           |
| Motor Racing Developments Brabham | Brabham     | BT40    | Ford - Cosworth BDA Wood | G     | 9  | Wilson Fittipaldi     |
| Wheatcroft Racing International   | GRD         | 273     | Ford BDG                 | G     | 10 | Roger Williamson      |
| Brian Lewis Racing                | March       | 732     | BMW M12                  | F     | 11 | Mike Beuttler         |
| Brian Lewis Racing                | March       | 732     | BMW M12                  | F     | 12 | Colin Vandervell      |
| Elf Team Coombs                   | ELF2        | A367    | Ford BDA Wood            | G     | 14 | Patrick Depailler     |
| Elf Team Coombs                   | ELF2        | A367    | Ford BDA Wood            | G     | 15 | Jean-Pierre Jabouille |
| Elf Team Coombs                   | ELF2        | A367    | Ford BDA Wood            | G     | 16 | François Cevert       |
| Matchbox Team Surtees             | Surtees     | TS15    | Ford BDA Hart            | F     | 17 | Jochen Mass           |
| Matchbox Team Surtees             | Surtees     | TS15    | Ford BDA Hart            | F     | 18 | Mike Hailwood         |
| Matchbox Team Surtees             | Surtees     | TS15    | Ford BDA Hart            | F     | 18 | Carlos Pace           |
| Matchbox Team Surtees             | Surtees     | TS15    | Ford BDA Hart            | F     | 18 | Derek Bell            |
| Team Pierre Robert                | GRD         | 273     | Ford FVD                 | F     | 19 | Reine Wisell          |
| Team Pierre Robert                | GRD         | 273     | Ford FVD                 | F     | 20 | Sten Gunnarson        |
| Shell Arnold Team                 | Pygmee      | MDB18   | Ford BDA                 | G     | 21 | Patrick Dal Bo        |
| Shell Arnold Team                 | Pygmee      | MDB18   | Ford BDA                 | G     | 22 | François Migault      |
| Motul Team Rondel UK              | Motul       | M1      | Ford DBA Smith           | G     | 23 | Jody Scheckter        |
| Motul Team Rondel UK              | Motul       | M1      | Ford DBA Smith           | G     | 24 | Tom Pryce             |
| Motul Team Rondel France          | Motul       | M1      | Ford FVD Costwhort       | G     | 25 | Bob Wollek            |
| Motul Team Rondel France          | Motul       | M1      | Ford FVD Costwhort       | G     | 26 | Jean-Pierre Jaussaud  |
| Motul Team Rondel France          | Motul       | M1      | Ford FVD Costwhort       | G     | 26 | Tim Schenken          |
| Motul Team Rondel France          | Motul       | M1      | Ford FVD Costwhort       | G     | 26 | Henri Pescarolo       |
| Castrol Team Chevron              | Chevron     | B25     | Ford BDA                 | F     | 27 | Peter Gethin          |
| Castrol Team Chevron              | Chevron     | B25     | Ford BDA                 | F     | 28 | Gerry Birrell         |
| GRS International team Nippon     | GRD         | 273     | Ford- BDA                | G     | 29 | Hiroshi Kazato        |
| GRS International team Nippon     | GRD         | 273     | Ford- BDA                | G     | 30 | Tetsu Ikuzawa         |
| Hesketh Racing                    | Surtees     | TS15    | Ford Hart                | F     | 31 | James Hunt            |
| Hesketh Racing                    | Surtees     | TS15    | Ford Hart                | F     |    |                       |
| Antar Scuderia Filippinetti       | March       | 732     | BMW M12                  | G     | 32 | Jacques Coulon        |

### I Radio Luxembourg Formula 2 Trophy 1973
European Championship for F2 Drivers, Round 1
Mallory Park Circuit, Kirkby Mallory, Leicester, Great Britain
L'europeo di F2 parte anche nel 1973 con la gara di Mallory Park, piccolo circuito inglese non molto adatto a dire il vero alle grosse potenze. Inoltre la collocazione dell'evento ai primi di marzo fece sì che molti dei protagonisti annunciati non fossero ancora pronti. C'erano ancora diversi dubbi sull'effettiva competitività dell'inedito binomio March-BMW. Nonostante del motore se ne parlasse un gran bene, era pur sempre un motore debuttante, e Jarier pilota dal piede pesante era ancora da ripulire nello stile, sicuramente molto spettacolare ma poco redditizio. E invece sin dal via della prima Manche si capisce subito che per gli avversari della March-BMW l'annata sarà durissima. Jarier domina la prima parte di gara, mentre Beltoise (suo compagno di squadra che era partito in testa) dovrà ritirarsi dopo appena due giri a causa di una biella in titanio di nuova produzione. L'unico a tentare una parvenza di resistenza allo scatenato Jarier è Jochen Mass con la Surtees ma la pressione dell'olio lo manderà Ko al 14º giro. Vince così Jarier davanti al campione in carica Hailwood e alla Brabham ufficiale dell'ottimo John Watson. Nella seconda Manche la musica non cambia e Jarier vince ancora rifilando 25" ad Hailwood e doppiando tutti gli altri concorrenti. Per la somma dei tempi, scontate le prime due posizioni con Jarier e Hailwood al terzo posto si piazza il sorprendente Canadese Dave McConnell proveniente dalla Formula Atlantic, che con una Surtees privata grazie a un quinto e quarto posto, riesce a ottenere il gradino più basso del podio, e visto che Hailwood è ormai un pilota classificato CSI, 6 punti per l'europeo. Ottimo sesto posto per Vittorio Brambilla. Il campione in carica della F3 italiana pur dovendosi arrangiare con una March 712 piuttosto attempata fa sfoggio di grandi doti velocistiche. In molti si chiedono dove arriverà quando gli consegneranno la nuova March 732 BMW.
CLASSIFICA (per somma dei tempi)
1 2 Jean-Pierre Jarier, F STP March Engineering March 732 - BMW M12 1:12'09.8"
2 17 Mike Hailwood, GB Team Surtees FINA Surtees TS15 - Ford BDA/Hart 2.0L 1:13'05.4"
3 20 Dave McConnell, CDN DWM Racing Surtees TS15 - Ford BDA/Hart 97
4 42 Dave Morgan, GB Edward Reeves Chevron B25 - Ford BDA/Wood 2.0L 95
5 41 John Lepp, GB Chevron Racing Team Chevron B25 - Ford BDA/Smith 94
6 7 Vittorio Brambilla, I Beta Racing Team March 712M - Ford BDA/Novamotor
7 22 Bob Salisbury, GB Bob Gerard Surtees TS15 - Ford BDA/Hart 92
8 23 John Wingfield, GB Marshall Wingfield Ltd Brabham BT40 - Ford BDA 92

### VII Deutschland Trophäe 1973
V Jim Clark Gedächtnisrennen
European Championship for F2 Drivers, Round 2
Hockenheimring, Heidelberg, West Germany
L'arrivo della gara tedesca di Hockenheim può essere considerata la vera vernice dell'edizione 1973 dell'europeo di F2: ben 39 iscritti, 9 marche rappresentate ufficialmente, 10 piloti di formula 1. Numeri che fanno riempire il motodrom di appassionati tedeschi, attratti anche dal debutto del giovane figlio d'arte Hans Stuck Junior, al volante della terza STP March - BMW. A contrastare l'armata anglo-tedesca c'è la Surtees con Mass e Bell (Pace ed Hailwood sono impegnati in formula 1) l'intero team Motul (ben 5 monoposto!) con Scheckter fra i favoriti, la sempre temibile Elf con Depailler, la GRD di Williamson e quelle del team svedese Pierre Robert, e le Chevron. Attese al debutto anche le prime March-BMW clienti, fra cui quelle dei fratelli Brambilla fresche di consegna. Anche se poi Vittorio preferirà andare sul sicuro con la vecchia ma collaudata 712. Beltoise si dimostra particolarmente in palla ottenendo la pole position con 2'02"8. Al suo fianco con lo stesso tempo l'idolo dei tifosi Mass. Al via della prima manche uno spettacolare incidente che toglie di mezzo le Motul di Scheckter e Schencken e la March di Beuttler. Jarier scattato dalla seconda fila, va in testa seguito dal compagno Beltoise e da Depailler. Il trio di francesi conclude nell'ordine la Manche che perde fra i sicuri protagonisti Mass a causa di una foratura che gli fa perdere oltre un giro. Nella seconda Manche Stuck (quarto in graduatoria) viene spinto a mano alla partenza e fra la delusione generale del pubblico viene fermato con la bandiera nera. In testa seguendo lo stesso copione della prima manche vanno in testa le due STP March seguite da Depailler. Ma come a Mallory un biella al secondo giro manda in fumo i sogni di gloria di Beltoise. Vince così Jarier davanti (per somma di tempi) al bravissimo Depailler e alla Surtees di Derek Bell. Il dominio di Jarier mette parecchio in agitazione i piloti motorizzati Ford. Anche se molti sperano ancora nella tradizione degli anni precedenti, in cui i dominatori delle prime gare (Bell nel '70 Cevert nel '71 e Lauda nel '72) poi ebbero un calo di prestazioni nel resto del campionato.
ORDINE D'ARRIVO
1 2 Jean-Pierre Jarier, F STP March Engineering March 732 - BMW M12 1:22'27.0"
2 14 Patrick Depailler, F Elf Coombs Racing Elf 2 (Alpine A367) - Ford BDA/Hart 1:22'46.9"
3 5 Derek Bell, GB Team Surtees FINA Surtees TS15 - Ford BDA/Hart 1:23'59.4"
4 7 Henri Pescarolo, F Motul Rondel Racing Motul M1 - Cosworth FVD/Smith 1:24'55.5"
5 42 Wilson Fittipaldi, BR Motor Racing Developments Brabham BT40 - Ford BDA/Wood 1:25'20.8"
6 29 Colin Vandervell, GB Vandervell Racing Team March 732 - BMW M12 1:25'53.4"
7 32 Jacques Coulon, F Scuderia Filipinetti March 732 - BMW M12 39
8 27 Ernesto Brambilla, I Beta Racing Team March 732 - BMW M12 39

### XXVIII B.A.R.C. "200" 1973
III Jochen Rindt Memorial Trophy - Esso Uniflo Trophy
European Championship for F2 Drivers, Round 3
Thruxton Circuit, Andover, Great Britain
Nel tradizionale appuntamento pasquale di Thruxton, succede un po' di tutto e la gara viene decisa con gran delusione del pubblico che si apprestava a festeggiare una doppietta di due sudditi di sua maestà britannica all'ultima tornata. Ma andiamo con ordine, partendo dai partecipanti. La quasi concomitante 1000 km di Monza (si sarebbe corsa come tradizione il 25 aprile) toglie di scena alcuni sicuri protagonisti, mentre altri come Beltoise, Hailwood e Pescarolo accettano di buon grado un tour de force Inghilterra-Italia pur di essere presenti ad entrambe le gare. Come sovente accade in questo periodo dell'anno il tempo è inclemente e molto variabile, cosa che mette sempre una certa difficoltà per la scelta delle gomme, anche se fin dall'inizio fu chiaro che in condizioni d'asciutto erano più performanti le Firestone, mentre le Goodyear prevaleva sul bagnato. Nelle prove dopo una prima sessione bagnata dominata dalle Motul di Scheckter e Wollek, nella seconda si sono i fatti i tempi grazie al miglioramento del meteo. A spuntarla il francese Depailler con la Elf 2 (come viene chiamata per motivi commerciali l'Alpine) davanti alla Surtees di Pace e al trio March, Beuttler Coulon e Jarier. Il dominatore delle prime due prove dell'europeo si è trovato in difficoltà a causa del fondo viscido che gli impediva di scaricare come si deve i cavalli del motore BMW. Il giorno della gara un timido sole appare finalmente sul circuito, rallegrando il clan STP March. Al via della prima batteria a scattare in testa è Carlos Pace con la Surtees seguito da Jarier e da Beuttler. La gara piena di colpi di scena, vede cambiare ben presto leader, con Jarier che si porta in testa. Ma problemi meccanici costringono sia Jarier che Pace ad una fermata ai box. Cosa che favorisce Depailler che alla fine riesce a vincere la gara davanti alla March Filipinetti di Coulon e al trio Motul Pescarolo Scheckter e Wollek. Jarier si riesce a qualificare per la finale grazie al giro più veloce. Le prove per la seconda batteria svolte sul bagnato vedevano ancora una volta le Motul più performanti con Schencken e Jaussaud. La seconda e decisiva sessione con pista leggermente scivolosa vedeva la GRD di Williamson fare la Pole Position davanti alla Surtees di Mass. Al via Williamson partiva molto bene seguito da Brambilla e Mass. Il nostro portacolori doveva però subito ritirarsi per la rottura del cavo dell'acceleratore. Pressato da Mass, Williamson sbagliava in chicane e retrocedeva al sesto posto. Ma per sua fortuna un po' alla volta tutti i suoi avversari furono traditi dal motore e dovettero ritirarsi o perdere parecchio terreno così Williamson si ritrovò incredibilmente primo, davanti a Schencken e alla Chevron di Gethin. Arriviamo così alla Finale: AL via Schencken parte ma pochi metri dopo la sua macchina si blocca. L'australiano si sbraccia ma inutilmente: viene colpito dalla Elf di Jabouille prima e dalla Brabham di Wilson Fittipaldi dopo. Coinvolto nell'incidente anche Jarier. Williamson che era scattato in testa doveva però cedere a Coulon a causa di uno pneumatico che si stava afflosciando. A scalzare Coulon ci provava allora Depailler ma il motore lo tradiva. Gerry Birrell seconda guida della Chevron intanto si faceva sotto e cominciava una rimonta che lo porterà fino alla piazza d'onore seguito dal trio Motul da Beuttler, Hunt, Mass e Pace. Purtroppo per Coulon la sua giornata di grazia finiva al 23º giro con la rottura della pompa di benzina. La Chevron di Birrell si trovava così in testa, mentre Beuttler a sua volta faceva una grande rimonta passando sia Scheckter che Wollek che Pescarolo, ritrovandosi così secondo. Mentre sul circuito cominciava di nuovo a piovere al 49º giro Beuttler ormai arrivato a ridosso di Birrell provava a sorpassarlo alla chicane. Ma la manovra era troppo ottimistica ed entrambi finivano fuori. Pescarolo con una gara di conserva si trovava a sorpresa a vincere il memorial Jochen Rindt, davanti alla rimontante Mass e al compagno di squadra Wollek. Ma in sede di verifica si scopriva che Mass aveva corso con la Surtees di Hailwood cosa proibita dal regolamento, e veniva così squalificato. I 9 punti andavano così a Bob Wollek, mentre per la Motul di Ron Dennis era la prima vittoria in formula 2.
1 45 Henri Pescarolo, F Motul Rondel Racing Motul M1 - Ford BDA/RES 1:01'45.4"
2 47 Bob Wollek, F Motul Rondel Racing Motul M1 - Ford FVD/Smith 1:02'00.2"
3 3 Mike Beuttler, GB Brian Lewis Racing March 732 - BMW M12 1:02'01.8"
4 65 Gerry Birrell, GB Chevron Racing Team Chevron B25 - Ford BDA/Hart (BDG?) 1:02'21.0"
5 68 Dave Morgan, GB Edward Reeves Chevron B25 - Ford BDA/Wood 1:02'33.0"
6 46 Jean-Pierre Jaussaud, F Motul Rondel Racing Ltd Motul M1 - Ford FVD/Smith 1'03.21.8"
7 8 Vittorio Brambilla, I Beta Racing Team March 732 - BMW M12/Schnitzer 49
8 20 Roger Williamson, GB Wheatcroft Racing International GRD 273 - Ford BDG/Cosworth 49

### XXXVI Internationales ADAC-Eifelrennen 1973
European Championship for F2 Drivers, Round 4
Nürburgring Nord-Schleife, Adenau, (Koblenz), Germany
Nei ventidue chilometri del tremendo Nurburgring si disputa la quarta prova del campionato. 30 iscritti nonostante la concomitanza con la prova del mondiale di F1 a Barcellona e il poco tempo a disposizione per rimettere in ordine i pezzi dopo la battaglia di Thruxton. Jarier visto la battuta a vuoto in Inghilterra decide di cedere la sua March di F1 a Pescarolo pur di essere della partita. La March procede spedita anche nella consegna dei nuovi esemplari a motore BMW. Si presentano infatti in Germania con la nuova 732 anche i Fratelli Brambilla, Coulon e l'americano Gubelmann. La Motul nonostante sia reduce dal successo del lunedì di pasqua invia al vecchio ring solo Wollek e Schencken. Mass ancora alla ricerca dei primi punti è come al solito il numero 1 del team Surtees, affiancato da Bell, mentre Hunt è iscritto con la TS15 del team Hesketh. Non mancano poi i francesi dell'ELF Alpine con Depailler e Jabouille, e la varie Chevron, GRD e Brabham ufficiali e non. La Pole Position a sorpresa la ottiene il giovanissimo Stuck, ventiduenne terza guida della March ufficiale. Il tedesco che poi con gli anni diventerà uno degli specialisti dell'inferno verde si accaparra la Pole con un tempo di 7'30.5" dando un distacco di solo 1 decimo a Jarier e di un paio di secondi a Depailler. Il giorno della corsa però, toccherà ai piloti in gara una bruttissima gatta da pelare. Infatti piove e saggiamente si decide di fare un giro di pista prima del via per testare l'asfalto bagnato. Finalmente si parte, anche se in modo un po' caotico perché diversi piloti anticipano lo start e prende la testa il solito Jarier, seguito da Depailler, Mass, Vittorio Brambilla, Wisell con la GRD di Pierre Robert e Stuck. Il secondo giro è fatale sia Mass (rottura del motore) sia al battistrada Jarier vittima di un testacoda che lo fa finire contro i guardrail. Depailler si ritrova così in testa con qualche secondo di vantaggio sulle March di Stuck e Brambilla e su i due Classificati CSI Wisell e Schencken. Al terzo giro e Brambilla a fare un testacoda. Gli costa un paio di posizioni. Giunti a metà gara Depailler conduce sempre su Stuck che gli è vicinissimo. Il tedeschino della March però forza troppo e a sua volta fa un testacoda, che non gli fa perdere la posizione ma che lo costringe a doversi difendere dagli assalti di Wisell e Schencken, avvicinatisi moltissimo. I due infatti al sesto giro lo passano, e vanno alla caccia di Depailler che ha una decina di secondi di vantaggio. Ormai ha quasi smesso di piovere ed è evidente che Depailler non riesce più a tirare come vorrebbe perché Wisell Schencken e Stuck gli mangiano in vantaggio che aveva accumulato e ormai gli sono a pochi decimi. E infatti con la pista ormai asciutta il francese deve cedere la prima posizione a Wisell, e un giro dopo la piazza d'onore a Schencken. E mentre lo svedese si avvia verso una meritatissima vittoria nell'ultimo giro Stuck si deve ritirare per la rottura del semiasse perdendo così un meritatissimo quarto posto, che viene rilevato dalla Surtees di Bell che proprio nelle ultime curve era riuscito a passare Vittorio Brambilla. Per Depailler c'è però la consolazione dei 9 punti che lo fanno volare al secondo posto in classifica a 3 punti da Jarier.
1 6 Reine Wisell, S Team Pierre Robert GRD 273 - Cosworth FVD/Smith 1:31.22.9"
2 4 Tim Schenken, AUS Motul Rondel Racing Motul M1 - Cosworth FVD/Smith	1:31'25.9"
3 45 Patrick Depailler, F Elf Coombs Racing Elf 2 (Alpine A367) - Ford BDA/Hart 1:31'40.5"
4 11 Derek Bell, GB Team Surtees FINA Surtees TS15 - Ford BDA/Hart 1:32'09.0"	
5 26 Vittorio Brambilla, I Beta Racing Team March 732 - BMW M12	1:32'11.7"	
6 3 Bob Wollek, F Motul Rondel Racing Motul M1 - Cosworth FVD/Smith 1:32'46.5"	
7 39 Richard Scott, GB Richard Scott Scott Mk 1 - Ford BDA/Richardson 1:33'48.5"	
8 38 Silvio Moser, CH	Silvio Moser Surtees TS10 - Ford BDA/Novamotor 1:35'49.2"

### XXXIII Grand Prix Automobile de Pau 1973
European Championship for Drivers, Round 5
Circuit de Pau, France
Una settimana dopo il Nurburgring un'altra pista difficilissima attende i ragazzi dell'europeo: il circuito cittadino del Pau. Giunta alla sua trentatreesima edizione, la gara è ormai una classicissima della seconda formula e da un paio di anni è diventata una delle prove del campionato. Nonostante l'ennesima infausta concomitanza (questa volta con il mondiale Sport) l'elenco degli iscritti e di buona qualità con l'ELF che chiede a Francois Cevert di rinunciare alla 1000 km di SPA, per essere averlo al PAU come richiamo per il pubblico. Cevert a cui viene destinata (ovviamente) l'ELF Alpine A367 solitamente usata da Jabouille è affiancato da Depailler, ed entrambi sono fra i favoriti. Dovranno vedersela con la squadra STP March che conta su Jarier e Beltoise (che sostituisce Stuck nonostante la bella prova del tedeschino sul vecchio Ring) il team Rondel con tre Motul per Wolleck Jaussaud e Schencken, la GRD "svedese" di Wisell e quella "inglese" di Williamson. Fra gli ufficiali c'è anche la Brabham con Wilson Fittipaldi, la Chevron (vincitrice nel 1972) con Birrell e le Pygmee del team Arnold. Per un totale Contando i vari privati di 24 iscritti. Incomprensibilmente, visto il non altissimo numero di iscritti gli organizzatori decidono di fare 2 batterie di qualificazione, dove partiranno in 12 e passeranno in finale in dieci (i primi 6 classificati più i 4 giri più veloci). Ovviamente vane le proteste dei piloti che avrebbero preferito un turno di prove in più. Nella prima batteria a fare la Pole a Sorpresa è Vittorio Brambilla, che con 1'15" da tre decimi a Jarier e mezzo secondo a Roger Williamson. Poco prima del via comincia a piovere e Brambilla domina la gara dando a Williamson secondo classificato 1 minuto di distacco. Jarier reduce da una giornata decisamente negativa si qualifica solo grazie ai giri più veloci. Nella seconda batteria festival transalpino con Depailler che vince davanti a Cevert e Beltoise. Gli organizzatori in vista della finale di lunedì sono molto nervosi. Con i vari Depailler, Cevert, Jarier e Beltoise ci sono ottime possibilità che sia un francese a vincere, ma quel Brambilla è una mina vagante. Il giorno della gara infatti i commissari prima del via fanno di tutto per innervosirlo: in principio infatti lo costringono a schierarsi in extremis dicendo che dalla sua perde liquido. Poi una volta dato il via della gara visto che Brambilla era schizzato in testa, lo hanno fatto fermare con la bandiera nera dicendo che la sua March perdeva Olio. Non era vero e all'italiano non rimane che la consolazione di aver fatto a vedere a tutti il suo valore. Tornando alla gara, Depailler uscito di scena Brambilla si porta in testa, seguito da Cevert, Beltoise e Wisell. Per Depa però ancora una volta l'appuntamento con la vittoria dovrà essere rimandato; a causa di problemi all'accensione si dovrà ritirare a metà gara. Si trova così la vittoria su un piatto d'argento Francois Cevert. Jarier autore di una rimonta furiosa (aiutata anche da alcuni ritiri, tra cui quello di Beltoise) arriva secondo e ottiene i 9 punti per l'europeo, un risultato decisamente insperato al via della finale.
1 10 Francois Cevert, F Elf Coombs Racing Elf 2 (Alpine A367) - Ford BDA/Hart	1:30'49.77"
2 Jean-Pierre Jarier, F	STP March Engineering March 732 - BMW M12 1:31'14.44"
3 14 Tim Schenken, AUS Motul Rondel Racing Motul M1 - Ford BDG/Cosworth	1:31'25.70"	
4 3 Mike Beuttler, GB	Brian Lewis Racing March 732 - BMW M12	69
5 15 Bob Wollek, F Motul Rondel Racing Motul M1 - Ford BDA/RES 69
6 16 Jean-Pierre Jaussaud, F Motul Rondel Racing Motul M1 - Ford BDG/Cosworth 69
7 22 Roger Williamson, GB Tom Wheatcroft Racing GRD 273 - Ford BDG/Cosworth 68
8 6 Sten Gunnarsson, S	Team Pierre Robert GRD 273 - Ford BDA/RS	68

### III Swedish Gold Cup 1973
European Championship for F2 Drivers, Round 6
Kinnekullering, Götene, Sweden
IL cervellotico sistema di punteggio che suddivideva le gare fra prioritarie e secondarie e lo spropositato numero di gare in calendario (addirittura 17!) fece sì che la tappa in Svezia al Kinnenkullering fosse praticamente disertata da tutti i protagonisti del campionato. Solo 9 partecipanti, un dato inequivocabile, che purtroppo non sarà un caso isolato. E non ci sarà da stupirsene almeno finché a dirigere la Federazione ci sarà gente che poco capisce di automobilismo. In Svezia arriveranno solamente il team Surtees con Jochen Mass, alla disperata ricerca di punti, e il pilota locale Palm. Il team Motul Rondel con Schenken e Wollek, Depailler con la ELF Alpine e l'americano Gubbelmann. Il resto dei partecipanti sono i piloti svedesi del team di casa Pierre Robert, che per l'occasione oltre ai più noti Wisell e Gunnarson noleggiò una GRD allo sconosciuto pilota locale Dahlqvist. Mass doveva approfittare della mancanza di avversari, e infatti ci riuscì vincendo la gara con mezzo minuto di vantaggio su Depailler, incamerando così i primi 9 punti della sua stagione.
1	26	Jochen Mass, D	Team Surtees FINA	Surtees TS15 - Ford BDA/Hart	1:20'49.3"	
2	7	Patrick Depailler, F	Elf Coombs Racing	Elf 2 (Alpine A367) - Ford BDA/Hart	1:21'20.4"	
3	28	Tim Schenken, AUS	Motul Rondel Racing	Motul M1 - Ford BDG/Cosworth	1:21'48.8"	
4	2	Sten Gunnarsson, S	Team Pierre Robert	GRD 273 - Ford BDA/RS	94	
5	3	Håkan Dahlqvist, S	Team Pierre Robert	GRD 273 - Ford BDA/Sportscars 1800cc	93	
NC	15	Bill Gubelmann, USA	Bill Gubelmann	March 732 - BMW M12	?	
NC	27	Torsten Palm, S	Team Surtees FINA	Surtees TS15 - Ford BDA/Hart	84	
NC	9	Bob Wollek, F	Motul Rondel Racing	Motul M1 - Ford BDA	75

### I G.B. Grand Prix 1973
European Championship for F2 Drivers, Round 7
Nivelles (-Baulers), Brussels, Belgium
Decisamente più interessante l'appuntamento belga sulla pista di Nivelles. Nonostante l'ennesima scandalosa concomitanza (questa volta con la 24 ore di Le Mans) gli iscritti sono 27, e la piacevole novità del debutto dell'attesissima Lotus 74 con i due pezzi da 90 Emerson Fittipaldi e Ronnie Peterson. Gli organizzatori pensarono anche di celebrare l'evento disegnando nei manifesti promozionali la Lotus ripresa dall'anteriore che comanda il gruppo. Commisero però un errore nel disegno. L'auto viene raffigurata con le sospensioni tipiche delle formula 2 di quel periodo con le molle fra le gomme e il telaio. Invece la 74 in pieno stile Chapmaniano aveva delle sospensioni all'avanguardia con una barra di torsione per l'epoca inusuale. Non era l'unica novità, e infatti le Lotus denunciarono diversi peccati di gioventù ottenendo comunque, almeno nelle prove degli ottimi tempi. Durante le qualifiche infatti Peterson riuscì a ottenere il quarto tempo dietro a Jarier con la sempre più competitiva March-BMW, a Mass rinvigorito dalla vittoria svedese e alla Brabham BT40 del nostro Andrea De Adamich. Seguivano Gethin con la Chevron, le due March private di Brambilla e Vandervell e l'altra lotus di Fittipaldi. In gara purtroppo nessuno riuscì a placare la furia di Jarier, che vincerà entrambe le Manche con più di dieci secondi di vantaggio sul secondo. Giornata positiva per gli italiani, con Vittorio Brambilla terzo e secondo nelle due manche, che per somma di tempi si accaparra il gradino più basso del podio (dietro a Mass) mentre De Adamich estremamente competitivo nella prima Manche (conclusa al quarto posto) dovrà ritirarsi nella seconda, dicendo amaramente addio a un ottimo risultato. Poca gloria per le Lotus. L'inedito motore Lotus Novamotor si rivela fragile, e ancora troppo giovane: gli scarichi son troppo lunghi, e il tentativo di risolvere il problema (ovvero tagliandone un pezzo) sarà fatale al motore di Fittipaldi che si romperà.
1	20 	Jean-Pierre Jarier, F	STP March Engineering	March 732 - BMW M12	1:10'33.35"	
2	16	Jochen Mass, D	Team Surtees FINA	Surtees TS15 - Ford BDA/Hart	1:10'57.23"	
3	4 	Vittorio Brambilla, I	Beta Racing Team	March 732 - BMW M12	1:11'07.65"	
4	37 	Mike Beuttler, GB	Brian Lewis Racing	March 732 - BMW M12	1:11'36.97"	
5	38	Colin Vandervell, GB	Brian Lewis Racing	March 732 - BMW M12	1:11'37.42"	
6	25 	Dave Morgan, GB	Edward Reeves	Chevron B25 - Ford BDA/Wood	1:12'03.73"	
7	11	Hiroshi Kazato, J	GRS International / Team Nippon	GRD 273 - Ford BDA	1:12'32.25"	
8	26 	Brett Lunger, USA	Space Racing	Chevron B25 - Ford BDA	1:12'44.49"

### VIII Rhein-Pokalrennen 1973
European Championship for F2 Drivers, Round 8
Hockenheimring, Heidelberg, Germany
Seconda puntata del mini circus della F2 in quel di Hockenheim per la Rhein-Pokalrenne. Essendo una gara secondaria diversi fra gli uomini d'alta classifica son rimasti a casa. Il numero degli iscritti non è così male dal punto di vista quantitativo, ma sono per lo più gli outsider, o vari piloti tedeschi e svizzeri in cerca di gloria o di punti per le classifiche nazionali. Non poteva mancare Mass, ormai idolo dei tedeschi che spera ancora di recuperare il terreno perso con quell'inizio di stagione così sfortunato. Ci sono anche un paio di classificati CSI, (gli habitué Schencken e Pescarolo) per attirare un po' più di pubblico. La gara disputatasi su due Manche vede per la gioia degli spettatori la vittoria di Jochen Mass che si mette dietro un trio di March-BMW: quella del figlio del patron della Vanwall, Colin Vandervell, quella del team Antar Filippinetti di Coulon e quella del nostro Vittorio Brambilla.
1	 	Jochen Mass, D	Team Surtees FINA	Surtees TS15 - Ford BDA/Hart	1:22'20.7"
2	 	Colin Vandervell, GB	Brian Lewis Racing	March 732 - BMW M12	1:22'31.4"	
3	 	Jacques Coulon, F	Scuderia Filipinetti	March 732 - BMW M12	1:23'04.7"	
4	 	Vittorio Brambilla, I	Beta Racing Team	March 732 - BMW M12	1:23'54.4"	
5	 	Henri Pescarolo, F	Motul Rondel Racing	Motul M1 - Ford BDG/Cosworth	1:24'48.4"	
6	 	Hiroshi Kazato, J	GRS International / Team Nippon	GRD 273 - Ford BDG/Cosworth	1:25'58.2"	
7	 	Silvio Moser, CH	Silvio Moser	Surtees TS10 - Ford BDA/Hart	1:26'23.5"	
8	 	Dave Morgan, GB	Edward Reeves	Chevron B25 - Ford BDA	38

### XXXI Grand Prix de Rouen-les-Essarts 1973
European Championship for F2 Drivers, Round 9
Circuit de Rouen-les-Essarts, France
Una settimana dopo la gara minore in Germania, la Formula 2 fa tappa a Rouen, prova all'epoca fra le più importanti e difficili della stagione. Difatti non manca nessuno dei protagonisti, e sono presenti pure diversi big: ci sono ad esempio le due Lotus, con Fittipaldi e Peterson, attesi ad una prova d'appello dopo il non eccezionale debutto a Nivelles. La Motul Rondel invece si presenta con ben quattro monoposto, pilotate da Schencken, Pryce, Wollek e Jaussaud. La March schiera il capo classifica Jarier e il giovane Stuck nel team Ufficiale, e Coulon, Vandervell e Beuttler fra i privati. Ma non solo. Roger Williamson pronosticato come il favorito per il titolo ad inizio anno, si è stufato di dover combattere contro la poca competitività della sua GRD. Tom Wheatcroft, suo amico e mecenate, patron dell'omonimo team che lo fa correre, ha messo mano al portafoglio e ha comprato una nuova fiammante March 732. Non è l'unica novità. La Brabham stufa del fragilissimo motore Ford Wood, è passata al BMW. Wilson Fittipaldi spera quindi di poter raddrizzare una stagione che si sta rivelando fallimentare. Surtees ringalluzzito dalle ottime prestezioni della sua TS15 nelle ultime gare, presenta Mass e il francese Dolhem. Non mancano nemmeno gli svedesi con Wisell e Gunnarson al volante delle GRD del team Pierre Robert, i francesi dell'Alpine con Depailler e Jabouille, i giapponesi del team GRS International con Ikuzawa e Kazato e le Chevron con Gethin, Morgan e Birrell. Quest'ultimo, sempre fra i migliori, ma protagonista troppo spesso di sfortunate circostanze, durante le prove mentre sta affrontando la discesa del "nuovo mondo" a velocità molto sostenuta e vittima dello scoppio di una gomma. La vettura perde il controllo e si schianta contro il guardrail che invece di far rimbalzare la Chevron in pista cede di schianto uccidendo sul colpo il povero pilota Sudafricano. Lo Shock all'interno del mini-circus della F2 è notevole. Anche perché Gerry Birrell, era il classico ragazzo ben voluto da tutti. Soprattutto a destare indignazione è il fatto che il guardrail non abbia nemmeno minimamente svolto il suo scopo. La quasi totalità dei piloti, giunta sul luogo della tragedia si è accorta che i Guardrail dondolano con la sola pressione delle mani, e dopo una breve riunione sembrava ormai acclarato il loro rifiuto a partecipare alla corsa. Gli organizzatori, dopo una serie di trattative proposero una ridicola variante fatta con quattro blocchi di polistirolo che incredibilmente accontentò la maggior parte dei partecipanti. La gara suddivisa in due batteria da 20 giri e da una finale di 30, vide primeggiare Jean Pierre Jarier con la March, davanti a Schencken e Coulon nella prima e Wilson Fittipaldi con la Brabham davanti a Jaussaud e Dolhem nella seconda. (dominata a dire il vero da Roger Williamson subito protagonista con la March).. Male le Lotus, entrambe nella seconda batteria, con Fittipaldi sesto e Peterson ottavo. La 74 è troppo pesante e necessiterebbe di un grosso lavoro di sviluppo. Nella finale, Jarier azzecca un ottimo start e diventa imprendibile per tutti. Ma a parte per il primo posto non sarà affatto una gara noiosa, con Mass protagonista di una rimonta molto lusinghiera che lo porterà dal dodicesimo al secondo posto, davanti a Schenken Coulon e Wilson Fittipaldi. Jarier è ormai in fuga visto che conta ben 45 punti in classifica contro i 30 di Mass.
1	23	Jean-Pierre Jarier, F	STP March Engineering	March 732 - BMW M12	56'20.7"	
2	37	Jochen Mass, D	Team Surtees FINA	Surtees TS15 - Ford BDA/Hart	56'40.0"	
3	4	Tim Schenken, AUS	Motul Rondel Racing	Motul M1 - Ford BDG/Cosworth	56'41.4"	
4	32	Jacques Coulon, F	Scuderia Filipinetti	March 732 - BMW M12	57'03.6"	
5	35	Wilson Fittipaldi, BR	Motor Racing Developments	Brabham BT40 - BMW M12/Schnitzer	57'10.6"	
6	33	Patrick Depailler, F	Elf Coombs Racing	Elf 2 (Alpine A367) - Ford BDA/Hart	57'40.9"	
7	42	Brett Lunger, USA	Space Racing	Chevron B25 - Ford BDA/Smith	29	
8	12	Jean-Pierre Jaussaud, F	Motul Rondel Racing	Motul M1 - Ford BDA	29

## Risultati e classifiche

### Risultati
| Gara | Circuito     | Tempo                 | Velocità                  | Pole position        | GPV                                           | Vincitore                          | Vettura                      |
| ---- | ------------ | --------------------- | ------------------------- | -------------------- | --------------------------------------------- | ---------------------------------- | ---------------------------- |
| 1    | Mallory Park | 1'12:09.8             | 180.424 km/h              | Jean-Pierre Beltoise | Jean-Pierre Jarier                            | Jean-Pierre Jarier                 | March-BMW                    |
| 2    | Hockenheim   | 1'22:27.0             | 197.618 km/h              | Jochen Mass          | Patrick Depailler                             | Jean-Pierre Jarier                 | March-BMW                    |
| 3    | Thruxton     | 1'01:45.4 1'02:00.2   |                           | Patrick Depailler    | Jacques Coulon Carlos Pace Jean-Pierre Jarier | Henri Pescarolo Bob Wollek         | Motul-Ford Motul-Ford        |
| 4    | Nürburgring  | 1'31:22.9 1'31:40.5   | 149.932 km/h 149.452 km/h | Hans-Joachim Stuck   | Derek Bell                                    | Reine Wisell Patrick Depailler     | GRD-Cosworth Elf Alpine-Ford |
| 5    | Pau          | 1'30:49.77 1'31:14.44 | 127.624 km/h 127.049 km/h | Jean-Pierre Jarier   | Jean-Pierre Beltoise                          | François Cevert Jean-Pierre Jarier | Elf Alpine-Ford March-BMW    |
| 6    | Kinnekulle   | 1'20:45.3             | 150.723 km/h              | Jochen Mass          | Jochen Mass                                   | Jochen Mass                        | Surtees-Ford                 |
| 7    | Nivelles     | 1'10:33.35            | 177.344 km/h              | Jean-Pierre Jarier   | Jochen Mass                                   | Jean-Pierre Jarier                 | March-BMW                    |
| 8    | Hockenheim   | 1'22:20.7             | 197.870 km/h              | Jochen Mass          | Jochen Mass                                   | Jochen Mass                        | Surtees-Ford                 |
| 9    | Rouen        | 0'56:20.7             | 177.077 km/h              | Jean-Pierre Jarier   | Jean-Pierre Jarier                            | Jean-Pierre Jarier                 | March-BMW                    |
| 10   | Monza        | 1'09:05.15            | 199.752 km/h              | Roger Williamson     | Roger Williamson                              | Roger Williamson                   | March-BMW                    |
| 11   | Mantorp Park | 1'42:05.0             | 173.167 km/h              | John Watson          | Patrick Depailler                             | Jean-Pierre Jarier                 | March-BMW                    |
| 12   | Karlskoga    | 0'59:14.4             | 145.847 km/h              | Peter Gethin         | Torsten Palm                                  | Jean-Pierre Jarier                 | March-BMW                    |
| 13   | Pergusa-Enna | 1'23:53.6             | 205.847 km/h              | Jean-Pierre Jarier   | Patrick Depailler                             | Jean-Pierre Jarier                 | March-BMW                    |
| 14   | Salzburgring | 0'59:47.28            |                           | Patrick Depailler    | Patrick Depailler                             | Vittorio Brambilla                 | March-BMW                    |
| 15   | Norisring    | 1'46:40.9 1'47:40.9   | 161.642 km/h 155.228 km/h | Jean-Pierre Jarier   | Jean-Pierre Jarier                            | Tim Schenken Tom Pryce             | Motul-Ford Motul-Ford        |
| 16   | Albi         | 1'04:59.2             | 187.992 km/h              | Vittorio Brambilla   | Jean-Pierre Beltoise                          | Vittorio Brambilla                 | March-BMW                    |
| 17   | Vallelunga   | 1'24:40.0             | 158.740 km/h              | Vittorio Brambilla   | Vittorio Brambilla                            | Jacques Coulon                     | March-BMW                    |

### Classifica Piloti
| Punti | 9 | 6 | 4 | 3 | 2 | 1 |

Tutti i risultati delle gare base contano, ossia le gare: 2, 3, 4, 7, 9, 11, 13, 16 e 17 (indicate con sfondo scuro). Anche le prime quattro partenze nelle gare complementari contano, ovvero nelle gare: 1, 5, 6, 8, 10, 12, 14 e 15. Conta solo il primo dei risultati per gara complementare disputata nella stessa nazione. Tre piloti devono scartare, i cui punti sono fra parentesi.
Solo i piloti non graduati possono marcare punti.
Nella gara 6 e nella 15 non tutti i punti sono assegnati per lo scarso numero di piloti arrivati.
Vittorio Brambilla ha nove punti dedotti per la sua vittoria in Austria, perché era la quinta partenza in una gara complementare. Aveva infatti corso nelle gare 1, 5, 8 e 10.
Bill Gubelmann deduce i due punti per il quinto posto a Karlskoga, perché era la sua seconda gara complementare in Svezia. Aveva corso anche in gara 6.
Tom Pryce ha 9 punti dedotti per la sua vittoria al Norisring, perché era la sua seconda gara complementare in Germania. Aveva corso già in gara 8.
| Pos.                      | Nome                  | Paese          | Team                          | Telaio        | Motore | Regno Unito (bandiera) | Germania (bandiera) | Regno Unito (bandiera) | Germania (bandiera) | Francia (bandiera) | Svezia (bandiera) | Belgio (bandiera) | Germania (bandiera) | Francia (bandiera) | Italia (bandiera) | Svezia (bandiera) | Svezia (bandiera) | Italia (bandiera) | Austria (bandiera) | Germania (bandiera) | Francia (bandiera) | Italia (bandiera) | Punti Totali |
| ------------------------- | --------------------- | -------------- | ----------------------------- | ------------- | ------ | ---------------------- | ------------------- | ---------------------- | ------------------- | ------------------ | ----------------- | ----------------- | ------------------- | ------------------ | ----------------- | ----------------- | ----------------- | ----------------- | ------------------ | ------------------- | ------------------ | ----------------- | ------------ |
| 1                         | Jean-Pierre Jarier    | Francia        | March Engineering             | March         | BMW    | 9                      | 9                   | -                      | -                   | 9                  | -                 | 9                 | -                   | 9                  | -                 | 9                 | 9                 | 9                 | -                  | -                   | 6                  | -                 | 78           |
| 2                         | Jochen Mass           | Germania Ovest | Surtees Racing                | Surtees       | Ford   | -                      | -                   | -                      | -                   | -                  | 9                 | 6                 | 9                   | 6                  | -                 | 6                 | -                 | 4                 | -                  | -                   | 2                  | -                 | 42           |
| 3                         | Patrick Depailler     | Francia        | Coombs Racing                 | Elf-Alpine    | Ford   | -                      | 6                   | -                      | 9                   | -                  | 6                 | -                 | -                   | 2                  | 6                 | 3                 | -                 | -                 | 6                  | -                   | -                  | -                 | 38           |
| 4                         | Vittorio Brambilla    | Italia         | Beta Racing                   | March         | Ford   | 2                      | -                   |                        |                     |                    |                   |                   |                     |                    |                   |                   |                   |                   |                    |                     |                    |                   | 35           |
| 4                         | Vittorio Brambilla    | Italia         | Beta Racing                   | March         | BMW    |                        |                     | 1                      | 4                   | -                  | -                 | 4                 | 3                   | -                  | -                 | -                 | -                 | 6                 | (9)                | -                   | 9                  | 6                 | 35           |
| 5                         | Jacques Coulon        | Francia        | Scuderia Filipinetti          | March         | BMW    | -                      | 1                   | -                      | -                   | -                  | -                 | -                 | 4                   | 4                  | 4                 | -                 |                   |                   |                    |                     |                    |                   | 34           |
| 5                         | Jacques Coulon        | Francia        | Lewis Racing                  | March         | BMW    |                        |                     |                        |                     |                    |                   |                   |                     |                    |                   |                   | 4                 | -                 | 4                  | -                   | 4                  | 9                 | 34           |
| 6                         | Bob Wollek            | Francia        | Motul Rondel Racing           | Motul         | Ford   | -                      | -                   | 9                      | 3                   | 4                  | -                 | -                 | -                   | -                  | -                 | -                 | -                 | 3                 | -                  | 4                   | -                  | -                 | 23           |
| 7                         | Mike Beuttler         | Regno Unito    | Lewis Racing                  | March         | BMW    | -                      | -                   | 6                      | -                   | 6                  | -                 | 3                 | -                   | -                  | -                 | -                 | -                 | -                 | -                  | -                   | -                  | -                 | 15           |
| 8                         | Derek Bell            | Regno Unito    | Surtees Racing                | Surtees       | Ford   | -                      | 4                   | -                      | 6                   | -                  | -                 | -                 | -                   | -                  | 3                 | -                 | -                 | -                 | -                  | -                   | -                  | -                 | 13           |
|                           | Colin Vandervell      | Regno Unito    | Vandervell Racing             | March         | BMW    | -                      | 2                   |                        |                     |                    |                   |                   |                     |                    |                   |                   |                   |                   |                    |                     |                    |                   | 13           |
| Lewis Racing              | Colin Vandervell      | Regno Unito    | March                         | BMW           |        |                        | -                   | -                      | -                   | -                  | 2                 | 6                 | -                   | -                  | -                 | 3                 | -                 | -                 | -                  | -                   | -                  |                   | 13           |
| 10                        | Roger Williamson      | Regno Unito    | Wheatcroft Racing             | GRD           | Ford   | -                      | -                   | -                      | -                   | 2                  | -                 | -                 | -                   | -                  |                   |                   |                   |                   |                    |                     |                    |                   | 11           |
| 10                        | Roger Williamson      | Regno Unito    | Wheatcroft Racing             | March         | BMW    |                        |                     |                        |                     |                    |                   |                   |                     |                    | 9                 | -                 | -                 | -                 | -                  | -                   | -                  | -                 | 11           |
| 11                        | Dave Morgan           | Regno Unito    | Team Reeves                   | Chevron       | Ford   | 4                      | -                   | 3                      | -                   | -                  | -                 | 1                 | -                   | -                  | -                 | -                 | -                 | -                 | -                  | -                   | -                  | -                 | 8            |
| 12                        | Dave McConnell        | Canada         | DWM Racing                    | Surtees       | Ford   | 6                      | -                   | -                      | -                   | -                  | -                 | -                 | -                   | -                  | -                 | -                 | -                 | -                 | -                  | -                   | -                  | -                 | 6            |
|                           | Wilson Fittipaldi     | Brasile        | Motor Racing Developments     | Brabham       | Ford   | -                      | 3                   | -                      | -                   | -                  | -                 | -                 | -                   |                    |                   |                   |                   |                   |                    |                     |                    |                   | 6            |
| Motor Racing Developments | Wilson Fittipaldi     | Brasile        | Brabham                       | BMW           |        |                        |                     |                        |                     |                    |                   |                   | 3                   | -                  | -                 | -                 | -                 | -                 | -                  | -                   | -                  |                   | 6            |
|                           | Jean-Pierre Jaussaud  | Francia        | Motul Rondel Racing           | Motul         | Ford   | -                      | -                   | 2                      | -                   | 3                  | -                 | -                 | -                   | -                  | -                 | 1                 | -                 | -                 | -                  | -                   | -                  | -                 | 6            |
|                           | Torsten Palm          | Svezia         | Surtees Racing                | Surtees       | Ford   | -                      | -                   | -                      | -                   | -                  | -                 | -                 | -                   | -                  | -                 | -                 | 6                 | -                 | -                  | -                   | -                  | -                 | 6            |
|                           | Gunnar Nilsson        | Svezia         | Team Robert                   | GRD           | Ford   | -                      | -                   | -                      | -                   | -                  | -                 | -                 | -                   | -                  | -                 | -                 | -                 | -                 | -                  | 6                   | -                  | -                 | 6            |
| 17                        | Sten Gunnarsson       | Svezia         | Team Robert                   | GRD           | Ford   | -                      | -                   | -                      | -                   | 1                  | 4                 | -                 | -                   | -                  | -                 | -                 | -                 | -                 | -                  | -                   | -                  | -                 | 5            |
|                           | Bill Gubelmann        | Stati Uniti    | corridore privato             | March         | BMW    | -                      | -                   | -                      | -                   | -                  | -                 | -                 | -                   | -                  | -                 | -                 | (2)               | 2                 | 3                  | -                   | -                  | -                 | 5            |
|                           | Roland Binder         | Germania Ovest | corridore privato             | March         | BMW    | -                      | -                   | -                      | -                   | -                  | -                 | -                 | -                   | -                  | -                 | -                 | -                 | -                 | 2                  | -                   | -                  | 3                 | 5            |
| 20                        | Gerry Birrell         | Regno Unito    | Chevron Racing                | Chevron       | Ford   | -                      | -                   | 4                      | -                   | -                  | -                 | -                 | -                   | -                  | -                 | -                 | -                 | -                 | -                  | -                   | -                  | -                 | 4            |
|                           | Hiroshi Kazato        | Giappone       | GRS International/Team Nippon | GRD           | Ford   | -                      | -                   | -                      | -                   | -                  | -                 | -                 | 2                   | -                  | 2                 | -                 | -                 | -                 | -                  | -                   | -                  | -                 | 4            |
|                           | John Watson           | Regno Unito    | Team Arnold                   | Chevron       | Ford   | -                      | -                   | -                      | -                   | -                  | -                 | -                 | -                   | -                  | -                 | 4                 | -                 | -                 | -                  | -                   | -                  | -                 | 4            |
|                           | Jo Vonlanthen         | Svizzera       | Vonlanthen Racing             | GRD           | Ford   | -                      | -                   | -                      | -                   | -                  | -                 | -                 | -                   | -                  | -                 | -                 | -                 | -                 | -                  | -                   | -                  | 4                 | 4            |
| 24                        | John Lepp             | Regno Unito    | Chevron Racing                | Chevron       | Ford   | 3                      | -                   | -                      | -                   | -                  | -                 | -                 | -                   | -                  | -                 | -                 | -                 | -                 | -                  | -                   | -                  | -                 | 3            |
|                           | Håkan Dahlqvist       | Svezia         | Team Robert                   | GRD           | Ford   | -                      | -                   | -                      | -                   | -                  | 3                 | -                 | -                   | -                  | -                 | -                 | -                 | -                 | -                  | -                   | -                  | -                 | 3            |
|                           | Jean-Pierre Jabouille | Francia        | Coombs Racing                 | Elf-Alpine    | Ford   | -                      | -                   | -                      | -                   | -                  | -                 | -                 | -                   | -                  | -                 | -                 | -                 | -                 | -                  | -                   | 3                  | -                 | 3            |
|                           | Silvio Moser          | Svizzera       | corridore privato             | Surtees       | Ford   | -                      | -                   | -                      | 1                   | -                  | -                 | -                 | 1                   | -                  | -                 | -                 | -                 | -                 | -                  | -                   | -                  |                   | 3            |
| Lewis Racing Racing       | Silvio Moser          | Svizzera       | March                         | BMW           |        |                        |                     |                        |                     |                    |                   |                   |                     |                    |                   |                   |                   |                   |                    |                     | 1                  |                   | 3            |
| 28                        | Richard Scott         | Regno Unito    | corridore privato             | Scott-Brabham | Ford   | -                      | -                   | -                      | 2                   | -                  | -                 | -                 | -                   | -                  | -                 | -                 | -                 | -                 | -                  | -                   | -                  | -                 | 2            |
|                           | Tom Pryce             | Regno Unito    | Motul Rondel Racing           | Motul         | Ford   | -                      | -                   | -                      | -                   | -                  | -                 | -                 | -                   | -                  | -                 | 2                 | -                 | -                 | -                  | (9)                 | -                  | -                 | 2            |
|                           | Brett Lunger          | Stati Uniti    | Space Racing                  | Chevron       | Ford   | -                      | -                   | -                      | -                   | -                  | -                 | -                 | -                   | 1                  | -                 | -                 | 1                 | -                 | -                  | -                   | -                  | -                 | 2            |
|                           | Spartaco Dini         | Italia         | Scuderia Nettuno              | Brabham       | Ford   | -                      | -                   | -                      | -                   | -                  | -                 | -                 | -                   | -                  | -                 | -                 | -                 | -                 | -                  | -                   | -                  | 2                 | 2            |
| 32                        | Peter Salisbury       | Regno Unito    | Team Gerard                   | Surtees       | Ford   | 1                      | -                   | -                      | -                   | -                  | -                 | -                 | -                   | -                  | -                 | -                 | -                 | -                 | -                  | -                   | -                  | -                 | 1            |
|                           | Bob Marsland          | Regno Unito    | corridore privato             | Brabham       | Ford   | -                      | -                   | -                      | -                   | -                  | -                 | -                 | -                   | -                  | 1                 | -                 | -                 | -                 | -                  | -                   | -                  | -                 | 1            |
|                           | Gabriele Serblin      | Italia         | Team de Adamich               | Brabham       | Ford   | -                      | -                   | -                      | -                   | -                  | -                 | -                 | -                   | -                  | -                 | -                 | -                 | 1                 | -                  | -                   | -                  | -                 | 1            |
|                           | Kurt Rieder           | Austria        | Lewis Racing                  | March         | BMW    | -                      | -                   | -                      | -                   | -                  | -                 | -                 | -                   | -                  | -                 | -                 | -                 | -                 | 1                  | -                   | -                  | -                 | 1            |
|                           | Bertil Roos           | Svezia         | DART Racing                   | GRD           | Ford   | -                      | -                   | -                      | -                   | -                  | -                 | -                 | -                   | -                  | -                 | -                 | -                 | -                 | -                  | -                   | 1                  | -                 | 1            |